# Älgsjön (Bollnäs socken, Hälsingland, 677048-151255)
Älgsjön är en sjö i Bollnäs kommun i Hälsingland och ingår i Testeboåns huvudavrinningsområde. Sjön har en area på 0,209 kvadratkilometer och ligger 333,3 meter över havet.

## Delavrinningsområde
Älgsjön ingår i det delavrinningsområde (676958-151101) som SMHI kallar för Utloppet av Kölsjön. Medelhöjden är 342 meter över havet och ytan är 16,83 kvadratkilometer. Räknas de 4 avrinningsområdena uppströms in blir den ackumulerade arean 53,63 kvadratkilometer. Kölsjöån som avvattnar avrinningsområdet har biflödesordning 2, vilket innebär att vattnet flödar genom totalt 2 vattendrag innan det når havet efter 98 kilometer. Avrinningsområdet består mestadels av skog (74 procent). Avrinningsområdet har 3,06 kvadratkilometer vattenytor vilket ger det en sjöprocent på 18,2 procent.